# Vojvodovo (distrikt i Bulgarien, Chaskovo)
Vojvodovo (bulgariska: Войводово) är ett distrikt i Bulgarien.   Det ligger i kommunen Obsjtina Chaskovo och regionen Chaskovo, i den centrala delen av landet, 210 km sydost om huvudstaden Sofia.
Trakten runt Vojvodovo består till största delen av jordbruksmark. Runt Vojvodovo är det ganska glesbefolkat, med 38 invånare per kvadratkilometer.